# Cur Mosze
Cur Mosze (hebr. צור משה) – moszaw położony w samorządzie regionu Lew ha-Szaron, w Dystrykcie Centralnym, w Izraelu.
Leży na równinie Szaron, w otoczeniu miasta Netanja, miasteczek Pardesijja, Kefar Jona, Coran-Kadima i Ewen Jehuda, oraz moszawów Januw i Ge’ulim.

## Historia
Moszaw został założony 13 września 1937 przez żydowskich imigrantów z Grecji i Bułgarii. Nazwano go na cześć Mosze Kofinasa, przywódcy greckiej organizacji syjonistycznej. Fundusze na założenie moszawu dała żydowska rodzina Carasso z Salonik.

## Edukacja
Jest tutaj szkoła podstawowa Bachar Ruso.

## Kultura i sport
W moszawie jest ośrodek kultury, biblioteka, boisko do piłki nożnej oraz korty tenisowe.

## Służba zdrowia
W moszawie znajduje się duży kompleks Centrum Medycznego Lev Ha-Sharon.

## Gospodarka
Gospodarka moszawu opiera się na intensywnym rolnictwie, sadownictwie i ogrodnictwie w szklarniach.
Firma Hagit Gorali tworzy kolekcje złotej biżuterii z kamieniami jubilerskimi, perłami i diamentami. Firma Top Secure oferuje kursy szkoleniowe pracowników ochrony. Firma zapewnia także profesjonalną ochronę ważnych osobistości, w tym członków izraelskiego rządu.

## Komunikacja
Wzdłuż północnej granicy moszawu przebiega droga nr 5613 , która jest jednocześnie południową granicą miasteczka Pardesijja. Jadąc tą drogą na zachód dojeżdża się do drogi ekspresowej nr 4  (Erez–Kefar Rosz ha-Nikra), a jadąc na wschód dojeżdża się do moszawu Ge’ulim.